# TRIUM Global Executive MBA
TRIUM Global Executive MBA és una aliança entre l'Escola de Negocis Stern de la Universitat de Nova York, la London School of Economics (LSE) i HEC Paris. TRIUM ocupa el lloc número 2 al món al rànquing EMBA del Financial Times de 2018 i el número 1 a l'edició de 2014. També ha ocupat el lloc número 1 al món al QS Global Joint Executive MBA Rànquings cada any durant els darrers quatre anys.

## Descripció general
El programa TRIUM Global Executive MBA té una durada de 18 mesos i requereix que els participants dediquin 10 setmanes a sessions més enllà dels compromisos laborals habituals. Aquestes sessions d'aprenentatge es duen a terme a diversos centres globals, com ara Londres, Nova York, París, Seül, Nairobi i Dubai. Dissenyat amb un pla d'estudis amb visió de futur, el programa aspira a dotar els estudiants de les eines necessàries per comprendre i travessar amb destresa els desafiaments d'un entorn empresarial global en evolució constant, alhora que posa èmfasi en les tendències empresarials contemporànies, la geopolítica i la dinàmica econòmica.
El programa TRIUM ha establert un procés d'admissió integral per seleccionar els participants. Aquest procediment està estructurat per verificar que els sol·licitants no només compleixin els requisits acadèmics i professionals, sinó que també ressonin amb els valors fonamentals de la comunitat TRIUM. Els criteris d‟admissió especificats requereixen almenys 10 anys d‟experiència laboral professional. Es posa èmfasi en els candidats que han ocupat llocs d'alta direcció i han operat a nivell internacional. A més, depenent dels seus antecedents específics, és possible que els possibles participants hagin de proporcionar puntuacions de domini de l'idioma anglès, com ara TOEFL o IELTS, o puntuacions d'exàmens estandarditzats com GMAT o GRE.
El procés de selecció és multifacètic. Inicialment es fa una avaluació en funció del perfil professional d'un candidat. A això us segueix una entrevista informativa dissenyada per determinar l'alineació amb els objectius del programa. Més endavant en el procés, els sol·licitants han de completar un formulari de sol·licitud detallat que descriu la trajectòria acadèmica i professional. L'etapa final de la selecció implica una entrevista amb un membre d´alt rang del Comitè d´Admissions.

## Acadèmic
Sota la guia de professors de les institucions associades, el programa TRIUM ofereix informació exhaustiva sobre els negocis globals, aprofundint en àrees com a estratègia, màrqueting, finances, presa de decisions i lideratge. Un element destacat del programa és el Projecte Capstone, que presenta als estudiants una plataforma per implementar pragmàticament els coneixements adquirits. Mòduls específics, com el que es va celebrar a Seül, es concentren en les innovacions tecnològiques i les consegüents ramificacions al sector empresarial.
En adoptar un enfocament d'aprenentatge combinat que s'adapta als executius, el programa combina interaccions en persona a l'aula amb aprenentatge al ritme propi. Durant la durada del programa, els estudiants se submergeixen en més de 500 hores de classe en viu i s'espera que dediquin entre 15 i 20 hores cada setmana a l'estudi independent. Això inclou lectures de mòduls preparatoris i de seguiment, tasques, estudis de casos, projectes col·laboratius i el fonamental Projecte Capstone.
Estructurat per proporcionar més que una simple perspectiva acadèmica, el programa TRIUM promet una expedició global holística. Els tres mòduls inaugurals estan ubicats a les institucions associades, on els temes fonamentals de l'MBA juntament amb la geopolítica són els punts focals. Els mòduls posteriors aprofundeixen en temes avançats, incorporen perspectives regionals i estan situats a ciutats globals dinàmiques. Aquests mòduls es complementen amb coneixements de magnats empresarials locals i experts en la matèria. A més, es posa un èmfasi considerable a conrear la capacitat de lideratge, preparant els estudiants per encapçalar diversos equips internacionals.
En acabar els cursos, els estudiants reben un MBA emès conjuntament per les tres universitats.

## Estudiants
L'alumnat de TRIUM és format per alts directius de diverses parts del món, que representen multitud de sectors i especialitzacions. Una característica compartida entre aquests estudiants és la seva experiència prèvia en rols de lideratge. Molts trien el programa TRIUM per diverses raons, que van des d'activitats acadèmiques fins a desenvolupament personal i professional, així com l'oportunitat d'interactuar amb un grup variat de parells.
La composició de la classe TRIUM és variada i no se centra predominantment en cap indústria o regió geogràfica en particular. La cohort més recent està formada per 50 estudiants de més de 32 països a 20 sectors empresarials diferents, amb una edat mitjana de 40 anys i una experiència laboral mitjana de 16 anys. Els seus motius per inscriure's al programa difereixen: alguns busquen progressar dins les seves organitzacions actuals i altres busquen expandir-se cap a l'esperit empresarial o fer altres transicions professionals.
Un aspecte notable del programa TRIUM és la gamma àmplia de coneixements i experiència que els estudiants aporten. Aquesta diversitat d‟antecedents i perspectives contribueix a un entorn d‟aprenentatge integral. Després de completar el programa, els graduats s'uneixen a la xarxa d'antics alumnes de TRIUM, que comprèn aproximadament 1200 persones de gairebé 100 països. Els estudiants també tenen accés a recursos a les tres escoles i són membres de les xarxes més àmplies d'exalumnes de cada escola.<ref>[https://www.capital.fr/votre-carriere/les-meilleurs-executive-mba-au-monde-pour-doper-sa-fiche-de-paie-969973 Les meilleurs Executive MBA au monde pour d

## Mestres
Els professors que ensenyen i han ensenyat al programa TRIUM són de les tres escoles de l'aliança. Inclouen:
- Edward Altman
- Vincent Bastien
- Marc Bertoneche
- Michael Cox
- Nicholas Crafts
- Frédéric Dalsace
- Aswath Damodaran
- Howard Davies
- Ken Froewiss
- Ari Ginsberg
- Dan Gode
- Sonia Marciano
- Elizabeth Morrison
- Gary P. Sampson
- Zur Shapira
- Emma Soane
- Richard Sylla
- Ingo Walter
- Ngaire Woods
- Larry Zicklin